# Millerandage

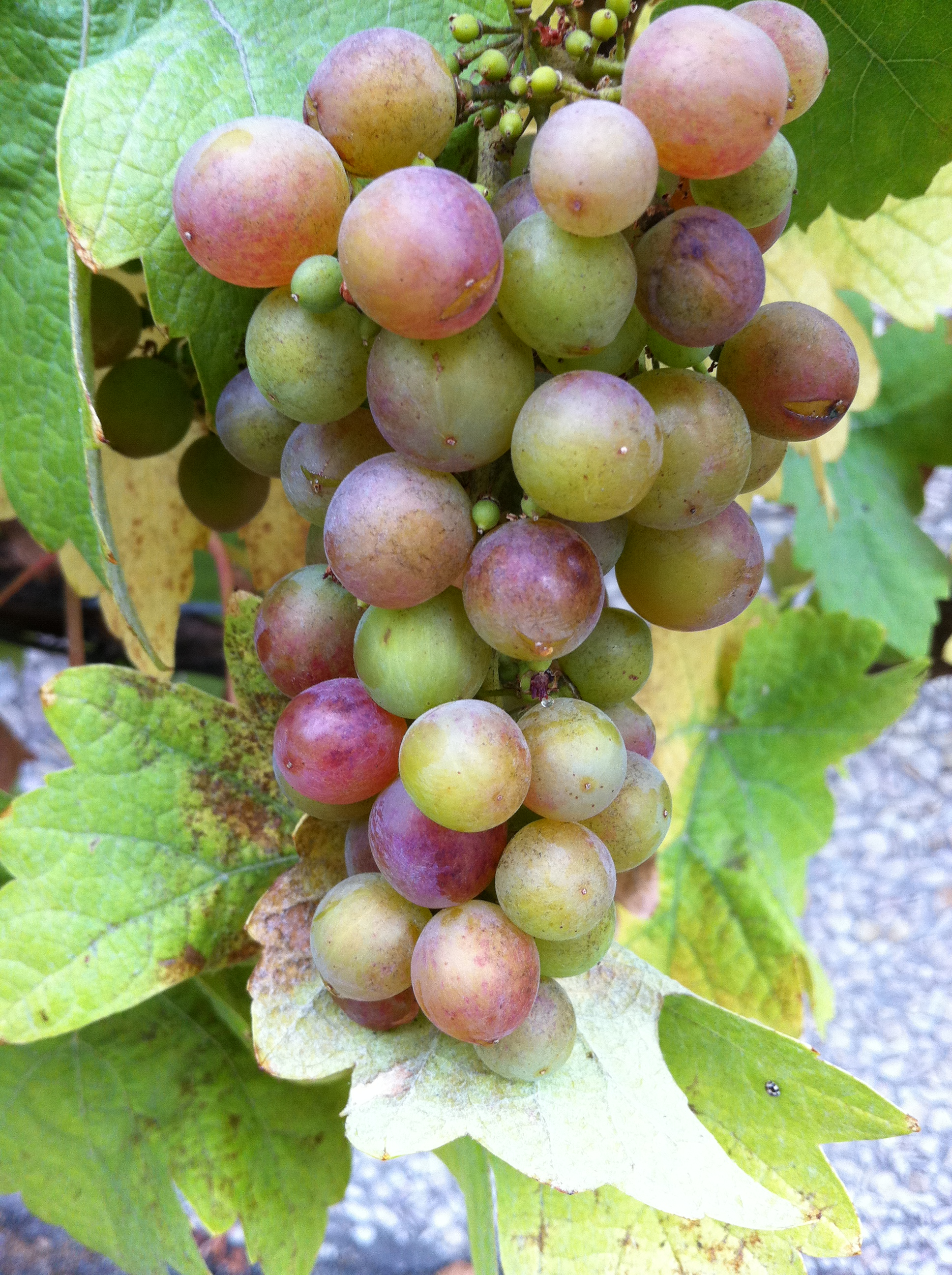
Racimo con signos de millerandage con pequeñas bayas inmaduras repartidas por todo el racimo.

El millerandage (gallinas y pollitos, por su tamaño) es una alteración por la cual los racimos de uva contienen granos que difieren mucho en tamaño y madurez. Su causa más común son las bajas temperaturas, la lluvia o mala climatología durante la etapa de floración de la vid, aunque también pueden influir la deficiencia de boro, ciertas patologías infecciosas, como la que provoca el virus GFLV, o incluso la variedad de la vid.
Si bien el millerandage siempre provocará una pérdida de rendimiento, su impacto en la calidad del vino variará, especialmente según la variedad de uva . Para algunas variedades que son propensas a una madurez desigual dentro del racimo, como Sangiovese, Zinfandel y Gewürztraminer, el desarrollo del millerandage puede ser desfavorable a causa de los "sabores herbales" que provoca. Para otras variedades, como Pinot noir o el clon mendocino de Chardonnay, la calidad del vino podría incluso mejorar, a causa del pequeño tamaño de sus bayas y a su proporción entre pellejo y mosto.

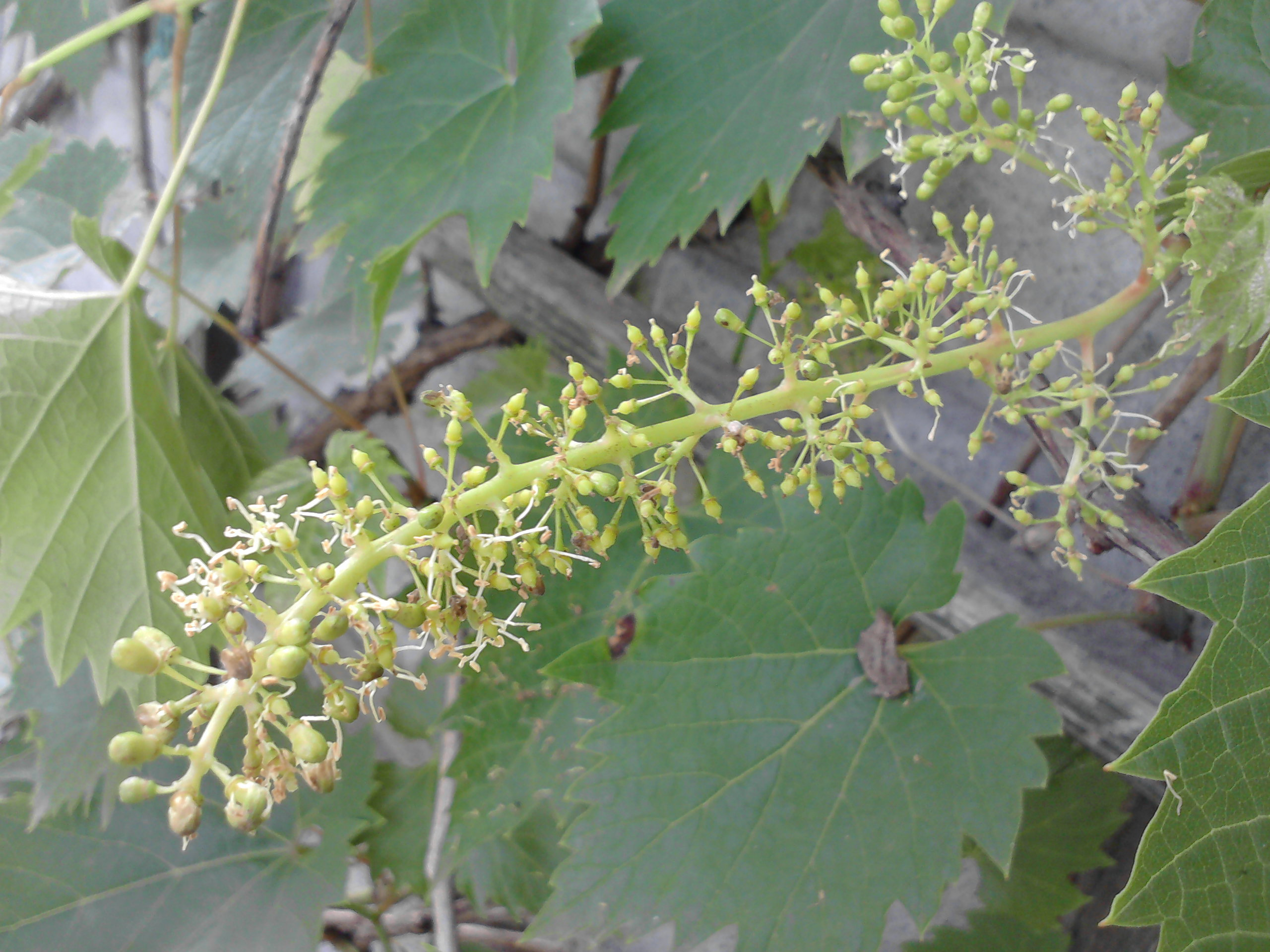
Durante la etapa de floración (inflorescencia), las bajas temperaturas y la presencia de lluvia pueden influir en el desarrollo del millerandage.

La causa fundamental del millerandage es la mala fecundación de las flores. Esto normalmente se atribuye al mal tiempo, pero otros factores, como las deficiencias nutricionales de boro, necesario para la síntesis de auxina y la movilización de los azúcares, o bien infecciones víricas pueden influir.

## Floración y cuajado
En el caso de las vides, la floración suele producirse 8 semanas después del inicio de la brotación, cuando las temperaturas medias diarias alcanzan los 20 °C. Normalmente la floración empieza en la base de la inflorescencia y asciende. Siguiendo el dominio apical de la vide, los brotes superiores comienzan a florecer primero y la floración se completará en 7 o 10 días. Con días soleados y secos se produce una floración óptima. Para algunas variedades, como Zinfandel y Merlot, la floración puede ser más escalonada, lo que plantea mayor riesgo de  millerandage. En ocasiones se procura una floración más sincronizada con el uso de tratamientos químicos, como la cianamida .
Tras la floración, las flores se polinizan en 2 o 3 días, fertilizándose los óvulos. En esta fase, decrementos de  temperatura de 10 °C o más pueden, potencialmente, dañar los óvulos antes de que sean fertilizados. Dado que la vid es hermafrodita (con parte masculina y femenina sobre el mismo pie) y generalmente dependen de la autopolinización, la presencia de viento para hacer circular el polen o la actividad de los insectos generalmente no influye en el éxito o el fracaso de la etapa de polinización. Si bien no es tan importante como la temperatura, la presencia de lluvia puede lavar el polen del estigma o diluir en gran medida el líquido del estigma, haciendo que el polen absorba demasiada agua, hinchándose y estallando antes de llegar a los óvulos.

Las uvas que desarrollan millerandage no tendrán semillas, lo que las hará más pequeñas y potencialmente con una mayor proporción de jugo y piel, lo cual puede ser deseable en la elaboración del vino. Sin embargo, es posible que estas bayas más pequeñas no maduren completamente y podrían agregar sabores muy ácidos y herbales al vino.

Incluso en las condiciones más ideales, normalmente sólo entre el 20 y el 30 % de las flores se convierten en frutos maduros con semillas completamente desarrolladas y producción de auxinas. Si se desarrollan aún menos bayas, surge la condición del corrimiento, mientras que para las bayas desarrolladas, el número de semillas (o su ausencia) influirá en el tamaño resultante de las bayas. Millerandge ocurre con mayor frecuencia cuando las uvas parcialmente fertilizadas no desarrollan semillas, dejando bayas pequeñas (y potencialmente inmaduras) presentes en un racimo de bayas más grandes, por lo demás maduras.
Si bien el millerandage siempre tendrá un impacto económico en la reducción del rendimiento de la cosecha, es posible que no siempre tenga un impacto negativo en la calidad resultante del vino. En algunas zonas, como las regiones vitivinícolas del Nuevo Mundo de Australia, California y Nueva Zelanda, la presencia de millerandage en un viñedo puede verse como una cualidad positiva para una cosecha debido al tamaño medio reducido de las bayas. Algunos productores incluso utilizan aerosoles químicos para fomentar deliberadamente el millerandage.

Sin embargo, es posible que las bayas pequeñas y sin semillas nunca maduren completamente y permanezcan duras y verdes (con un alto contenido de ácido ) durante toda la temporada de crecimiento. Algunos productores pueden optar por eliminar los racimos con alta preponderancia de millerandge cuando  cosechan verde o optar por cosechar la totalidad del cultivo más tarde, con niveles de madurez más altos para equilibrar el alto contenido de acidez y los sabores herbales potenciales de las bayas menudas. Otros viticultores retirarán la uva postcosecha en una mesa de selección junto con otros MOG .
1. ↑  J. Robinson (ed) "The Oxford Companion to Wine" Tercera edición pg. 77, 291, 322, 443 Oxford University Press 2006 ISBN 0-19-860990-6
2. 1 2 3 4  J. Robinson (ed) "The Oxford Companion to Wine" Third Edition pgs 77, 291, 322, 443 Oxford University Press 2006 ISBN 0-19-860990-6
3. ↑  R. Jackson "Wine Science: Principles and Applications" Tercera edición pg. 70-72 Academic Press 2008 ISBN 978-0-12-373646-8
4. 1 2  R. Jackson "Wine Science: Principles and Applications" Third Edition pgs 70-72 Academic Press 2008 ISBN 978-0-12-373646-8
5. ↑  Winkler AJ, Cook JA, Kliere WM and Lider LA General Viticulture 2nd Edition, pgw 126-133 University of California Press. 1974 ISBN 0-520-02591-1.
6. ↑  T. Stevenson, ed. The Sotheby's Wine Encyclopedia (5th Edition) pg 23 Dorling Kindersley (2011) ISBN 978-0-7566-8684-0
7. ↑  Clive Coates An Encyclopedia of the Wines and Domaines of France pgs 16 & 520 University of California Press; First Printing edition (June 2001) ISBN 0-520-22093-5

- Datos: Q3314321